# Lona (mitologija)
Božica Mjeseca Lona božanstvo je iz havajske mitologije.
Mit o Loni opisuje njezinu ljubav prema smrtnom poglavici ʻAikanaki, koji ju je oženio te su sretno živjeli u njenoj palači sve dok on nije umro od starosti.
Moguće je da je Lona samo drugo ime za božicu Hinu (koja je također božica Mjeseca) jer mitologija opisuje Hinu kao drugu ʻAikanakinu suprugu i majku njegovih sinova od kojih su potekli kraljevi havajskih otoka.